# Дебютный регламент Соосырва-N
Дебютный регламент Соосырва-N — один из наборов правил выставления первых пяти ходов в рэндзю. Был предложен рядом игроков как расширение дебютного регламента Соосырва.

## Правила
Последовательность ходов, подразумеваемых правилом, такова.
- Первый игрок (временные черные) ставит один из 26 канонических дебютов.
- Его оппонент имеет право на смену цвета.
- Игрок, получивший белый цвет, ставит 4 камень в любой незанятый пункт и объявляет, сколько вариантов пятого хода должно быть предложено в партии, это число может быть от 1 до N (в этом отличие от регламента Соосырва).
- Его оппонент имеет право на смену цвета.
- Игрок, получивший черный цвет, выставляет столько пятых ходов, сколько было объявлено ранее. Ходы, приводящие к позициям, симметричным друг другу без учета расстояний до краев доски, запрещены.
- Игрок, получивший белый цвет, выбирает один 5-й ход из предложенных и делает шестой ход.

## Краткое описание
Это правило дает большое разнообразие новых играбельных вариантов в значительном числе дебютов, особенно белоцветных. Дебюты, очень сильные за черных (такие как 2В, 2Д, 4Д, 4В и др.), становятся возможными при достаточно большом N (скажем, N=10). Регламент был сертифицирован в 2011 году.

## Турниры, проводившиеся с использованием регламента
Регламент Соосырва-5 использовался на Высшей лиге чемпионата России 2011 года и будет использоваться как регламент Высшей лиги чемпионата России-2013.